# Maskinrum (biograf)

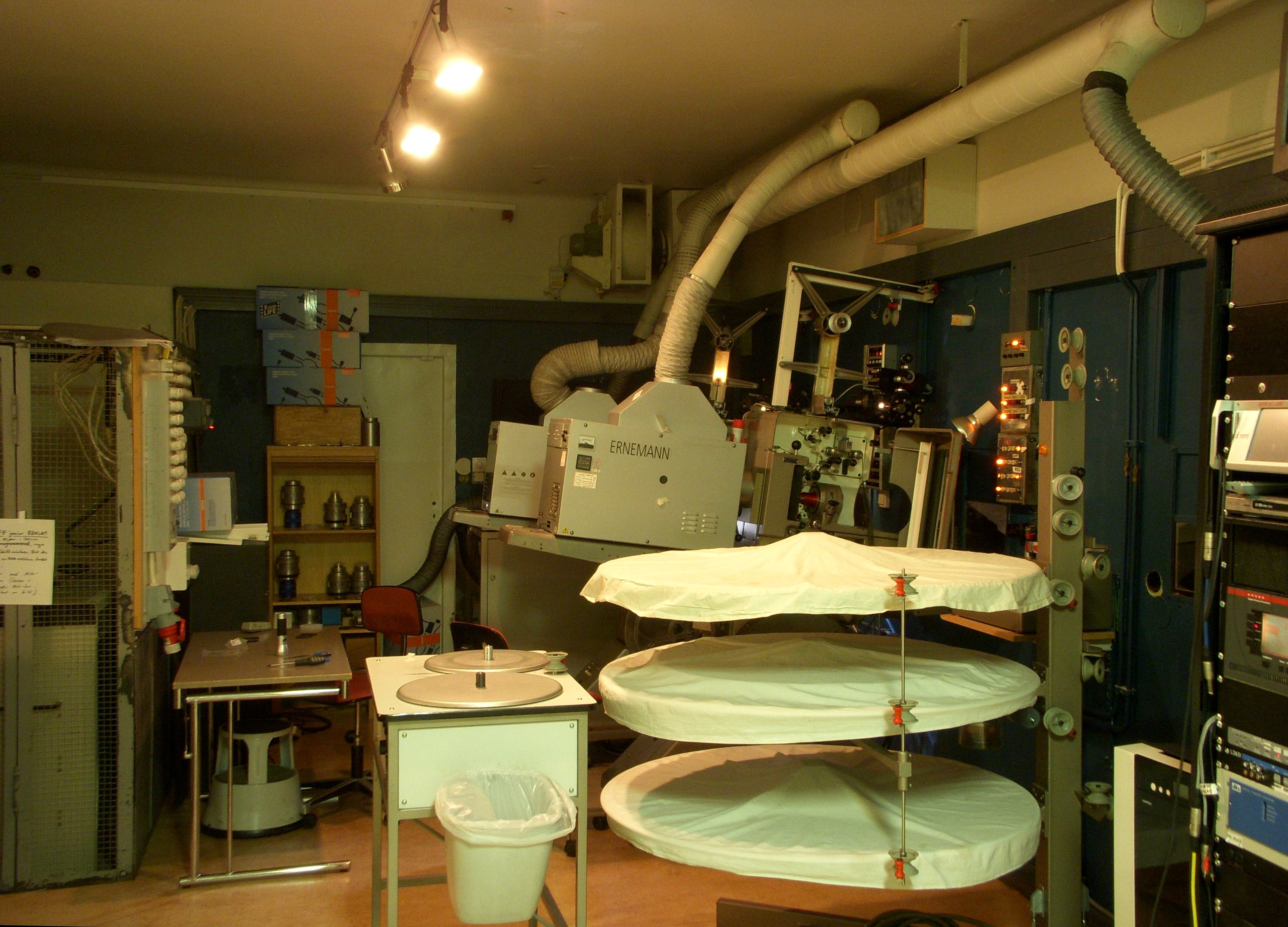
Maskinrummet på Skandia-Teatern, 2010.

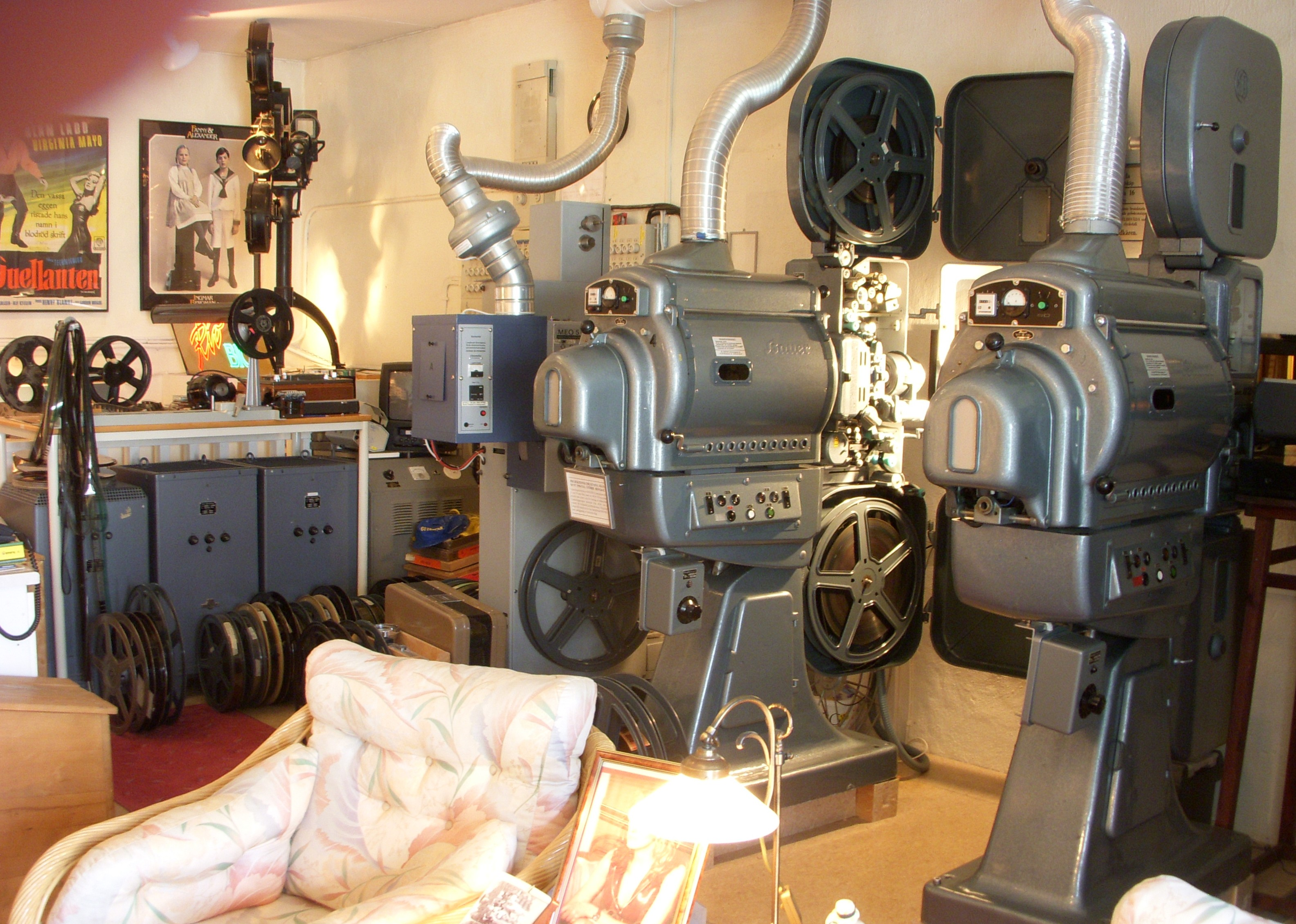
Maskinrummet på Biografmuseet, Säter, 2011.

Maskinrummet i en biograf är det rum där filmprojektorerna är placerade. Biografens maskinrum ligger mitt emot filmduken. Rummet är ljudisolerat så att projektorernas motorljud inte tränger ut i salongen. I maskinrummet arbetar biografmaskinisten. Han kan genom några små fönster se ut i salongen och på filmduken och kontrollera att filmvisningen fungerar utan anmärkning.
I maskinrummet arbetar en biografmaskinist som har flera arbetsuppgifter:
- Innan föreställningen startar skarvar maskinisten ihop akterna så att filmen ligger på ett eller flera hjul. Sedan laddar maskinisten filmen genom projektorn.
- Medan föreställningen pågår ser maskinisten till att bilden ligger rätt i höjdled och är fokuserad, samt att ljudet är inställd på rätt nivå. Om filmen ligger på två eller flera hjul skiftar maskinisten mellan två eller flera olika projektorer, förhoppningsvis utan att det märks i salongen.
- Efter föreställningen spolar maskinisten tillbaka filmen (om det inte är ett non-rewind-system), och klipper isär akterna igen om filmen ska transporteras vidare.

Filmen kan även köras helt aktvis, det vill säga man skiftar mellan varje separat akt. Detta kan vara praktiskt ifall filmen bara ska visas en gång på den aktuella biografen.
Det finns flera olika typer av maskinrum. Vanligast numera är  helautomatiska, där maskinisten laddar filmen i projektorn, och kan starta från maskinrummet eller från salongsdörren. Fortfarande finns ett fåtal manuella, där maskinisten måste finnas i maskinrummet under hela föreställningen för att köra filmen och kunna avstyra eventuella problem.
Förr krävdes certifikat, utfärdad av polismyndighet, för att köra film eftersom den var tillverkad på nitratbas som gjorde den mycket brandfarlig. Nitratfilm slutade dock att tillverkas i början på 1950-talet så numera behövs inget certifikat. Däremot kräver de distributörer som är anslutna till branschorganisationen Filmägarnas kontrollbyrå (FKB) (vilket är de flesta, om inte alla) att de maskinister som visar deras filmer ska ha ett så kallat kompetensbevis utfärdat av FKB. Detta tilldelas den som genomgått godkänt praktiskt och teoretiskt prov som biografmaskinist.
| Till vänster: Klassiskt manuellt maskinrum med tre Ernemann VIIb projektorer, 1936 års modell, med Brenkert Enarc bågljuslampor. Till höger: Samma maskinrum som ovan efter installation av en Philips FP30 automatiserad enkelanläggning med Xenonljus och non-rewind. Båda bilder är tagna i biograf Esplanads maskinrum. |  | Till vänster: Klassiskt manuellt maskinrum med tre Ernemann VIIb projektorer, 1936 års modell, med Brenkert Enarc bågljuslampor. Till höger: Samma maskinrum som ovan efter installation av en Philips FP30 automatiserad enkelanläggning med Xenonljus och non-rewind. Båda bilder är tagna i biograf Esplanads maskinrum. |
| Till vänster: Klassiskt manuellt maskinrum med tre Ernemann VIIb projektorer, 1936 års modell, med Brenkert Enarc bågljuslampor. Till höger: Samma maskinrum som ovan efter installation av en Philips FP30 automatiserad enkelanläggning med Xenonljus och non-rewind. Båda bilder är tagna i biograf Esplanads maskinrum. |  | |